# 外測度
数学、とくに測度論における外測度（がいそくど, outer measure, exterior measure）は、与えられた集合の全ての部分集合に対して定義され、補完数直線に値をとる集合函数で、特定の技術的条件を満足するものを言う。この概念はコンスタンティン・カラテオドリによって加算加法的測度の理論の基礎を与えるため導入された。その後のカラテオドリの研究によるカラテオドリの拡張定理や、フェリックス・ハウスドルフによる距離空間のハウスドルフ次元などに関する多くの応用が見つかった。
カラテオドリの外測度は任意の部分集合に対して値が定まるが、それらの中には望ましい性質を持つ「可測集合」とそうでない非可測集合とが混じっていることに注意すべきである。外測度の構成の目的は、そうして可測集合のクラスだけを取り出せば、それが完全加法族でありかつその上に定義域を制限した外測度が完全加法性を満たし実際にひとつの測度を与えるという点にある。

## 定義
集合 X 上の外測度 μ とは、X の冪集合 2X 上で定義された集合函数 {\textstyle \mu \colon 2^{X}\to [0,\infty ]}（つまり、非負値であって正の無限大となることも許す）であって次の性質を満たすもののことである：
- 空集合は零集合: 空集合 ∅ に対し {\textstyle \mu (\emptyset )=0.}
- 単調性: X の任意の部分集合 A, B に対し {\textstyle A\subset B\implies \mu (A)\leq \mu (B).}
- 劣加法性: X の部分集合からなる任意の（とくにどの二つも互いに素であることを要しない）集合列 E1, E2, … に対し {\displaystyle \mu {\Big (}\bigcup _{i=1}^{\infty }E_{i}{\Bigr )}\leq \sum _{i=1}^{\infty }\mu (E_{i}).}

定義 (可測性)外測度 μ に対し、X の部分集合 E が μ-可測あるいは μ に関してカラテオドリ可測であるとは、{\displaystyle \mu (A)=\mu (A\cap E)+\mu (A\cap \complement E)\quad (\forall A\subset X)} を満たすときに言う。
定理μ-可測集合の全体はσ-代数を成し、可測集合上に制限された μ は可算加法的完備測度となる。
定義 (計量外測度)距離空間 (X, d) と X 上の外測度 φ に対し、φ は任意の部分集合 E, F に対し条件 {\displaystyle d(E,F)=\inf\{d(x,y):x\in E,y\in F\}>0\implies \varphi (E\cup F)=\varphi (E)+\varphi (F)} を満たすとき、計量外測度（距離と両立する外測度）であるという。
定理φ が X 上の計量外測度ならば、X の任意のボレル部分集合が φ-可測である。

## 外測度の構成
集合上の外測度の構成法はいくつか存在する。古典的な文献 Munroe (1953) では二通りの有用な方法が区別して記載されており、以下の I, II はそれに従った。

### 構成法 I
集合 X を固定する。
定理X の適当な部分集合からなる族 C は空集合を元として含むものとし、p は C 上の非負拡張実数値集合函数で、空集合における値は零とする。X の任意の部分集合 E に対し {\displaystyle \varphi (E):=\inf {\bigg \{}\sum _{i=0}^{\infty }p(A_{i}):E\subseteq \bigcup _{i=0}^{\infty }A_{i},\forall i\in \mathbb {N} ,A_{i}\in C{\biggr \}}} （すなわち、E を被覆する C の元からなる任意の集合列 {Ai} にわたる、総和 ∑
i p(Ai) の下限、ただしそのような列が取れないときには下限の値は無限大であると約束する）によって定義するとき、φ は X 上の外測度を与える。

### 構成法 II
いま一つの構成法は距離空間上の外測度の構成により適しており、計量外測度が得られる。距離空間 (X, d) において前節の如く X の部分集合族 C は空集合を含み、C 上の非負拡張実数値集合函数 p は空集合において消えているとす。任意の δ > 0 に対し、{\textstyle C_{\delta }:=\{A\in C:\operatorname {diam} (A)\leq \delta \}} および {\displaystyle \varphi _{\delta }(E):=\inf {\bigg \{}\sum _{i=0}^{\infty }p(A_{i}):E\subseteq \bigcup _{i=0}^{\infty }A_{i},\forall i\in \mathbb {N} ,A_{i}\in C_{\delta }{\biggr \}}} と置けば、明らかに δ ≤ δ′ のとき φδ ≥ φδ′ が成り立つ（これは δ が小さくなれば、下限をとる集合の範囲も小さくなることによる）。したがって {\displaystyle \lim _{\delta \to 0}\varphi _{\delta }(E)=:\varphi _{0}(E)\in [0,\infty ]} が存在する（ただし、値が無限大となる場合を許すという意味で言う）。
定理このように得られる φ0 は X 上の計量外測度である。
この構成法は距離空間に対するハウスドルフ測度の構成に用いられる。